# 特有種

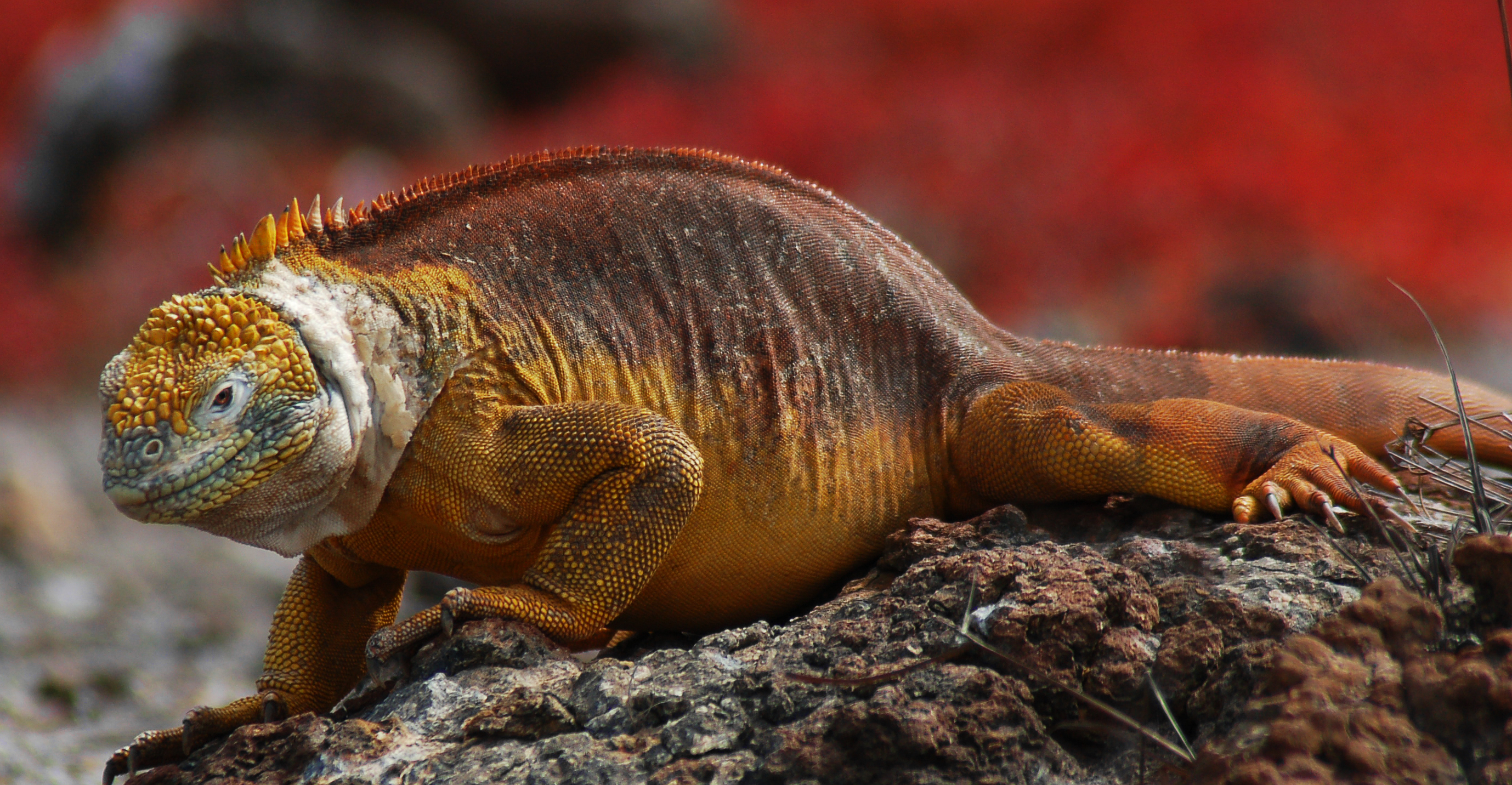
加拉巴哥陸鬣蜥是僅存於加拉巴哥群島的特有種

特有種（英語：endemic species，指特有性之現象或性質，英文為）是指「因歷史、生態或生理因素等原因，造成其分布僅侷限於某一特定的地理區域或大陸，而未在其他地方中出現」的物種。有些特有種原來就起源於該地區，這些物種因此又可以稱為該地區的固有種或土著種，比如說無尾熊和紅袋鼠，都僅產於澳洲，而未在世界上的其他地方發現過，因此兩者都是澳洲的固有種動物。有些則是從其他地區遷來的，比如說南美洲的駱馬（Lama guanicoe），根據古生物學的資料，它原發生於北美洲，是北美洲的固有種，後來卻在原產地絕滅了，現在的駝馬只分布在南美洲，成為該洲的特有種。

## 成因
特有種常發生在地理上被隔絕的地區，比如說島嶼、高山、湖泊等，因為海洋、山谷或陸地造成地理隔離，使得他們和別的群體失去了互相交配的機會。原本屬於同一個物種的這兩個群體則各自繼續演化，而終於演變成兩個不同的物種。這個過程稱為「物種形成」或「種化」。除了地理隔離造成的種化之外，特有種也可能源自在少有其他競爭者的新環境發生輻射適應，或是其他地方的生物發生滅絕。
特有種除了被地形分隔，也可能沒有特別的分隔，只是分佈範圍被氣候或區遭的生態環境限制。比如說，某些物種可能只能在澳洲東南部、或者是熱帶的昆士蘭發現，那麼它們則被視為是該地區的特有種。

## 定義
值得注意的是，算不算特有種取決於該生物的定義、以及所描述的地理範圍。例如灰熊不是加州的特有種，也不是美國的特有種，但它是北美洲的特有種；而雖然灰熊是是北美的特有種，但灰熊其實是棕熊的亞種，而棕熊的分佈範圍也包括歐亞大陸，不是北美特有種。因為這些定義都是人為的（亞種沒有固定的定義），其認定也沒有固定的標準，有時會受到政治目的影響，例如台灣黑熊和櫻花鉤吻鮭（又稱台灣鮭魚）分別是亞洲黑熊和櫻鱒的亞種，但也被稱為台灣特有種（或特有亞種）。

### 引用
1. ↑  改寫自姜樂義nd；Crass 2003